# Introducción y rondó caprichoso
Introducción y rondó caprichoso (en francés, Introduction et rondo capriccioso en la mineur), op. 28 es una obra para violín y orquesta escrito en 1863 por Camille Saint-Saëns para el violinista Pablo de Sarasate. Desde su creación es una de las obras más populares de Saint-Saëns. La obra dura aproximadamente 9 minutos.

## Historia
Camille Saint-Saëns, al igual que muchos otros compositores románticos franceses, tales como Édouard Lalo y Georges Bizet, tuvo un gran interés en la música española. Este estilo puede observarse en sus composiciones para violín Havanaise Op. 83 y la Introducción y rondó caprichoso en la menor. En 1859, el prodigio del violín Pablo de Sarasate, de 15 años de edad, pidió a Saint-Saëns que compusiera un concierto para violín y orquesta. Halagado, Saint-Saëns compuso el Concierto para violín n.°1, en la mayor. Cuatro años más tarde, en 1863, Saint-Saëns compuso otra obra para Sarasate: Introducción y rondó caprichoso en la menor para violín y piano. El estreno de esta pieza de la mano de Sarasate tuvo lugar el 4 de abril de 1867.